# Hrvoje Kačić
Hrvoje Kačić (Dubrovnik, 13 de enero de 1932-14 de febrero de 2023) fue un waterpolista, jurista y 
político croata.

## Biografía
Kačić nació en Dubrovnik el 13 de enero de 1932. A la edad de 18 años, Kačić jugó para el equipo nacional de waterpolo de Yugoslavia en el Campeonato Europeo de Waterpolo de 1950 en el que el equipo ganó el bronce. Durante la década de 1950 perdió el favor del régimen comunista de Yugoslavia y le confiscaron el pasaporte en tres ocasiones. Fue encarcelado por el régimen en 1952 que le impidió unirse al equipo nacional en los Juegos Olímpicos de Verano de 1952. También fue expulsado de la universidad.
Kačić compitió con la selección nacional en los Juegos Olímpicos de verano de 1956, durante los cuales su amigo y compañero de equipo Ivo Štakula desertó a Australia. En 1957, fue galardonado con el Sportske novosti Deportista croata del año. En los Juegos del Mediterráneo de 1959 ganó una medalla de oro. A nivel de clubes, fue miembro durante mucho tiempo del club croata de waterpolo Jug de Dubrovnik, campeón nacional múltiple.
En 1956 terminó la licenciatura en derecho. Más tarde terminó un doctorado en derecho en 1965 en la Universidad de Zagreb, especializándose en derecho marítimo. Kačić también escribió sobre historia.Ha colaborado con el Instituto de Historia Ivo Pilar.
Kačić fue elegido miembro del Parlamento croata por primera vez en las primeras elecciones democráticas del país en 1990 como candidato independiente. De 1994 a 2001 fue presidente de la Comisión Estatal de Fronteras de la República de Croacia.
En 1994 recibió el Premio Matija Ljubek del Comité Olímpico Croata. Ha formado parte del comité que otorga el Premio Estatal Franjo Bučar del Deporte. Kačić todavía apoyaba activamente el waterpolo croata, conservando un puesto en la Federación Croata de Waterpolo y apoyando a la selección nacional.
Kačić murió el 14 de febrero de 2023, a la edad de 91 años.